# Courant de fuite
En électronique, le courant de fuite est un courant qui s'écoule à travers un chemin non prévu, sauf un court-circuit.
Le courant qui s'écoule à travers un transistor à l'état bloqué est un courant de fuite.

## Description
Les courants de fuite causent une perte progressive de la charge électrique d'un condensateur ou d'une pile électrique. 
Des dispositifs électroniques fixés à des condensateurs, tels que des transistors ou des diodes laissent passer une petite quantité de courant électrique, même quand ils sont en position fermée. Bien que ce courant soit grandement inférieur au courant qui traverse le dispositif lorsqu'il est en position ouverte, le courant décharge lentement le condensateur. Une autre cause du courant de fuite sont les impuretés des matériaux diélectriques utilisés dans les condensateurs ; cette fuite est appelée fuite diélectrique. Ces impuretés font en sorte que le matériel diélectrique n'est pas un isolant parfait et permet une certaine conductivité électrique, ce qui décharge lentement le condensateur.
Dans une batterie, les éléments isolants de la batterie n’étant pas parfaits mais surtout la batterie alimentant souvent un circuit électrique plus ou moins isolant, des fuites (à la Terre ou à la masse) existent.